# John Black
John Hutchison Black (26. oktober 1882 - 16. oktober 1924) var en canadisk skytte som deltog i OL 1920 i Antwerpen og 1924 i Paris.
Black vandt en sølvmedalje i skydning under OL 1924 i Paris. Han kom på en andenplads i holdkonkurrencen i lerdueskydning-konkurrencen. De andre på holdet var George Beattie, James Montgomery, Samuel Vance, William Barnes og Samuel Newton.